# Fix-Saint-Geneys
Fix-Saint-Geneys ist eine französische Gemeinde mit 141 Einwohnern (Stand: 1. Januar 2022) im Département Haute-Loire in der Region Auvergne-Rhône-Alpes (vor 2016 Auvergne); sie gehört zum Arrondissement Le Puy-en-Velay und zum Kanton Saint-Paulien.

## Geographie
Fix-Saint-Geneys liegt etwa 22 Kilometer nordwestlich von Le Puy-en-Velay am Südrand, knapp außerhalb des Regionalen Naturparks Livradois-Forez. Hier entspringt das Flüsschen Fioule, das zum Allier entwässert.

### Nachbargemeinden
Umgeben wird Fix-Saint-Geneys von den Nachbargemeinden Varennes-Saint-Honorat im Norden und Nordwesten, Allègre im Norden und Nordosten, Vernassal im Osten, Vazeilles-Limandre im Osten und Südosten, Vissac-Auteyrac im Süden und Westen sowie Sainte-Eugénie-de-Villeneuve im Westen.

## Bevölkerungsentwicklung
| Jahr                       | 1962 | 1968 | 1975 | 1982 | 1990 | 1999 | 2006 | 2017 |
| Einwohner                  | 304  | 269  | 229  | 190  | 173  | 138  | 149  | 123  |
| Quellen: Cassini und INSEE |      |      |      |      |      |      |      |      |

## Verkehr

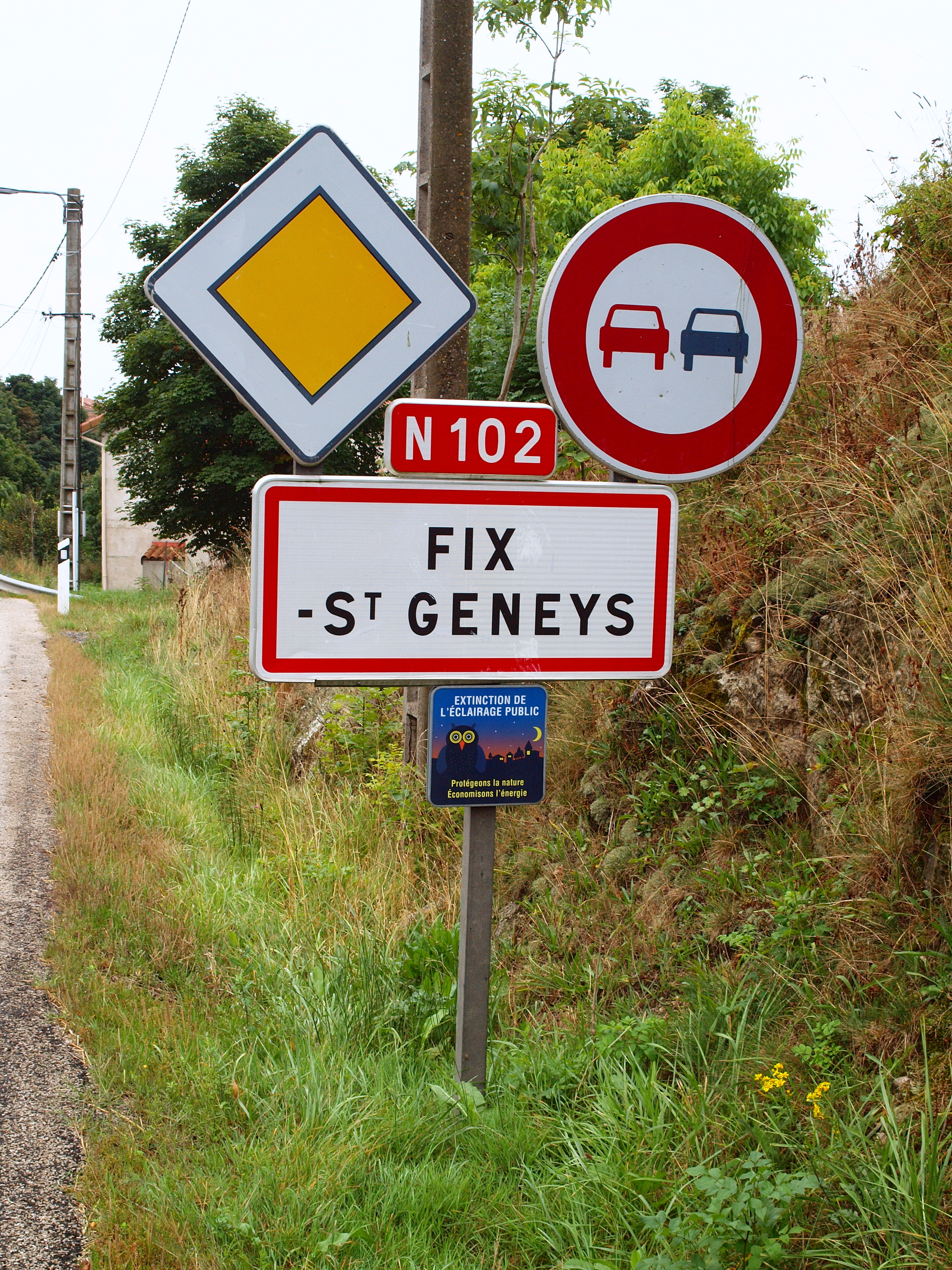
Schild an der Route nationale 102

Durch die Gemeinde führt die Route nationale 102.

## Sehenswürdigkeiten
- Kirche Saint-Geneys aus dem 12. Jahrhundert